# Sturmtief Yves
Das Sturmtief Yves, in Westeuropa Ana, war ein Unwetter, das Mitte Dezember 2017 in den Alpen zu einem extremen Föhnorkan führte und in Teilen Mitteleuropas zu  Schneechaos.

## Meteorologie
Das Tief Yves/Ana entstand am 10./11. Dezember über der Biskaya als Ableger eines Tiefs bei den britischen Inseln (Xanthios) und einem Einbruch polarer Kaltluft über dem Atlantik. Es zog dann sehr schnell auf nordwestlicher Bahn über die Ostsee nach Nordskandinavien, wo es sich um den 13. des Monats verlor.
Tief Xanthios hatte schon zuvor zu kräftigerem Schnee bis in Tieflagen geführt, an der Rückseite von Yves schneite es weiter.
Im Südstau der Alpen gab es große Schneemengen, so 60 cm 10./11. Dezember in Sion, Wallis, deutlich über dem bisherigen Rekord von 1971.
An der Vorderseite des Tiefs entstand ein starker Sturm, der als intensiver Nordföhn über die Alpen zog. Meteoschweiz ermittelte eine maximale Druckdifferenz zwischen Lugano und Kloten (südlich respektive nördlich des Alpenhauptkamms) von 17,5 hPa, das war der dritthöchste in den letzten 50 Jahren ermittelte Wert. Dadurch erreicht der Föhn noch in den Niederungen hohe Orkanstärken und war stellenweise der heftigste je gemessene Sturm. Beim Tauerntunnel-Nordportal  am Feuersang (2090 m) bei Bad Gastein (Land Salzburg) wurden 249 km/h gemessen (der Wert gilt aber als umstritten), am Piz Martegnas (2670 m) oberhalb Savognin (Graubünden) 196 km/h, auf dem Gütsch ob Andermatt (2283 m, Uri) lag der Höchstwert bei 191 km/h, oder am Aineck bei St. Margarethen im Lungau (Salzburg) 189 km/h, am Patscherkofel bei Innsbruck (Tirol) 176 km/h (höchster Messwert der ZAMG). Im Flachland und den Föhntälern erreichte der Sturm in den Schweizer Voralpen und im Raum der Ostalpen von den Karawanken über das Grazer Becken bis an den Alpenostrand Werte um 120 bis 130 km/h.
Die Temperaturen in den Tälern erreichten +15 °C.
Das Tief war das erste, das nach dem neu eingeführten Namenssystem von Météo-France (Frankreich), AEMET (Spanien) und IMPA (Portugal) spanisch benannt wurde. Dass die FU Berlin einen französisch klingenden Namen vergab, ist Zufall.
Das Unwetter gehört zu einer Serie von außergewöhnlichen Stürmen ab Anfang Oktober des Jahres, vom Sturmtief Xavier über Irland-Hurrikan Ophelia, den Schnellzieher Herwart, den Mittelmeerorkan (Medicane) Numa/Attila wie auch den Skandinavien-Orkan Ylva. Sie wurden alle durch eine Phase extrem schwankender und instabiler Westwinddrift, starker Verwirbelungen der Polarfront und einer hochaktiven nordatlantischen und arktischen Oszillation verursacht.

## Folgen
Besonders vom Sturm betroffen waren die österreichischen Bezirke Völkermarkt in Unterkärnten (insbesondere Rosental und Jauntal), Deutschlandsberg in der West- und Leibnitz in der Südsteiermark. Im Raum Völkermarkt wurde am 12. vormittags der Zivilschutzalarm ausgelöst, die Einsatzkräfte konnten aus Selbstschutz nicht mehr ausrücken. In Kärnten und der Südoststeiermark rückte das Bundesheer zum Assistenzeinsatz aus. Es kam zu Schäden an Gebäuden, Fahrzeugen, an Stromleitungen mit Stromausfällen, zu Verkehrsbehinderungen und Sperren von Straßen und Bahnlinien, etlichen Unfällen und starkem Windwurf. Schwere Schäden gab es auch in Liechtenstein, Vorarlberg (Rheintal), Salzburg (Innergebirg), und Niederösterreich (Most- und Industrieviertel).
In der Westschweiz hielten sich die Folgen in Grenzen, in der Südostschweiz sorgte der Schnee verbreitet für Verkehrsbehinderungen.